# بیمارستان تأمین اجتماعی شهدا (شوشتر)
بیمارستان تأمین اجتماعی شهدا بیمارستانی در شوشتر واقع در استان خوزستان، شهرستان شوشتر و وابسته به سازمان تأمین اجتماعی است که دارای ۳۲ تخت خواب می‌باشد و در سال 1385 خورشیدی تأسیس شده‌است.
هم‌اکنون این بیمارستان دارای بخش‌های CCU ,ICU، اورژانس، اتاق عمل، زایشگاه، داخلی، اطفال، جراحی عمومی، قلب، زنان، رادیولوژی و دیگر واحدهای پاراکلینیکی و درمانگاهی می‌باشد.